# Baños de Valdearados (kommunhuvudort)
Baños de Valdearados är en kommunhuvudort i Spanien.   Den ligger i provinsen Provincia de Burgos och regionen Kastilien och Leon, i den centrala delen av landet, 150 km norr om huvudstaden Madrid. Baños de Valdearados ligger 870 meter över havet och antalet invånare är 413.
Terrängen runt Baños de Valdearados är platt. Runt Baños de Valdearados är det glesbefolkat, med 9 invånare per kvadratkilometer. Närmaste större samhälle är Aranda de Duero, 15,6 km sydväst om Baños de Valdearados. Trakten runt Baños de Valdearados består till största delen av jordbruksmark.